# Himalia (satèl·lit)
Himalia és el més gros dels satèl·lits irregulars de Júpiter. És el membre principal del grup del mateix nom. Fou descobert per Charles Dillon Perrine el 1904 des de l'observatori Lick, a Califòrnia. Se li va donar el nom de la nimfa Himalia. Amb anterioritat a l'any 1975, a Himalia se'l coneixia simplement com a Júpiter VI.
Himalia gira al voltant de Júpiter en una òrbita prògrada amb un període d'aproximadament 250 dies. Ja que la seva òrbita és similar a la de tres altres satèl·lits de Júpiter, es classifica com el membre major d'una família de satèl·lits prògrads i irregulars coneguda com el grup d'Himalia. Els altres satèl·lits membres són Leda (20 km), Lisitea (36 km) i Elara (86 km). S'especula que en els inicis de la formació del planeta Júpiter, podria haver existit un nombre més gran d'objectes en òrbites similars, els quals han anat desapareixent en xocar i ser destruïts per Himalia.
El seu diàmetre mitjà és de 170 km. És probable que sigui un asteroide o un fragment d'asteroide de forma irregular capturat per la gravetat de Júpiter. El 19 de desembre del 2000, la nau Cassini, en ruta cap a Saturn, va captar una imatge d'Himalia (dreta), però la sonda es trobava massa lluny (a 4,4 milions de km) i la resolució és massa baixa (27 km/píxel) per a mostrar cap característica de la superfície de la lluna. La fletxa indica on es troba Himalia. En el requadre, a l'esquerra, es mostra la imatge ampliada 10 vegades i un gràfic que indica la mida (uns 160 km en direcció vertical) i la fase d'Himalia (la llum del Sol ve de l'esquerra).